# معالجة مياه الصرف الزراعية

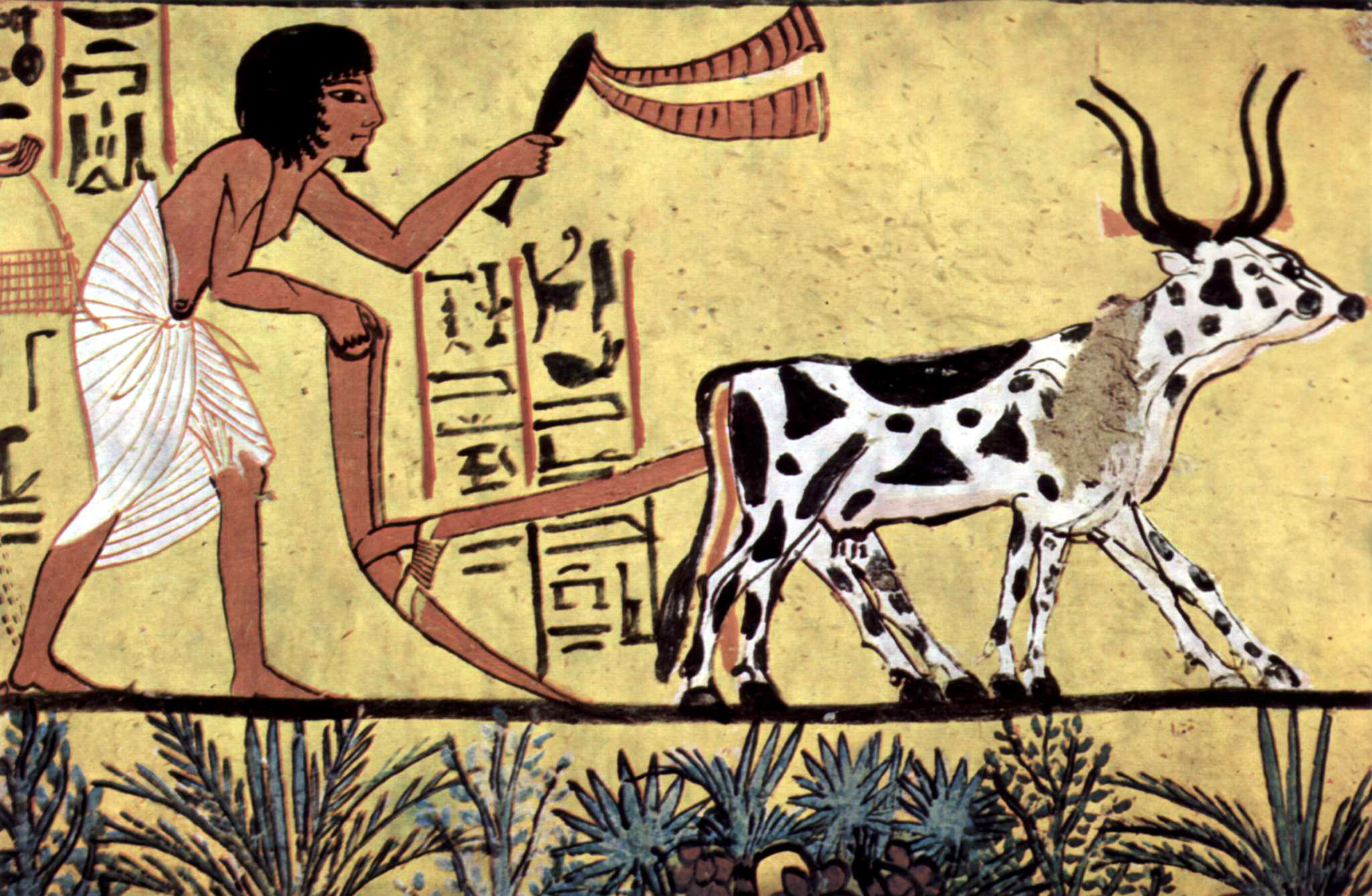

تُعد معالجة مياه الصرف الزراعية إحدى أعمال إدارة المزارع المُعدة للتحكم في التلوث الناجم عن المياه السطحية الجارية، والتي قد تكون ملوثةً بالمواد الكيميائية الموجودة في الأسمدة أو المبيدات أو فضلات الحيوانات أو مخلفات المحاصيل أو مياه الري.

## التلوث غير محدد المصدر
ينتج التلوث غير محدد المصدر في المزارع عن جريان المياه السطحية من الحقول أثناء العواصف الممطرة. يُعد جريان المياه السطحي الزراعي مصدرًا رئيسيًا للتلوث، بل وفي بعض الحالات مصدر التلوث الوحيد في العديد من مستجمعات الماء.

### الجريان السطحي
تعد حقول التربة المغسولة بالمياه أكبر مصدر للتلوث الزراعي في الولايات المتحدة. تسبب الرواسب الزائدة مستويات عالية من عكورة المسطحات المائية، والتي يمكن أن تمنع نمو النباتات المائية، وتسد خياشيم الأسماك، وتقتل يرقات الحيوانات.
قد يستخدم المزارعون آليات مكافحة التآكل للحد من تدفقات الجريان السطحي والحفاظ على التربة في حقولهم. تشمل التقنيات الشائعة ما يلي:
- الحرث المحيطي.[2]
- غطاء المحاصيل العضوي.[3]
- الدورة الزراعية.
- زراعة المحاصيل المعمرة.
- إقامة حواجز النباتات النهرية.

### جريان المغذيات السطحي
يُعتبر النيتروجين والفوسفور من الملوثات الرئيسية الموجودة في المياه السطحية الجارية، وتوجد في الأراضي الزراعية بسبب العديد من الأمور، مثل السماد التجاري أو السماد الحيواني أو مياه الصرف الصحي البلدية أو الصناعية (النفايات السائلة) أو الحمأة. قد تدخل هذه المواد الكيميائية أيضًا في المياه السطحية الجارية من خلال بقايا المحاصيل ومياه الري والحياة البرية والترسيب الجوي.
يمكن للمزارعين تطوير وتنفيذ خطط إدارة المغذيات التي تهدف إلى تخفيف الآثار على جودة المياه من خلال:
- رسم خرائط الحقول وتوثيقها، وتحديد أنواع المحاصيل، وأنواع التربة، والمسطحات المائية.
- تطوير توقعات واقعية لغلة المحاصيل.
- إجراء اختبارات التربة وتحليل المغذيات من السماد و /أو الحمأة المُستخدمة.
- تحديد مصادر المغذيات الهامة الأخرى (مثل مياه الري).
- تقييم الميزات الحقلية الهامة مثل التربة شديدة القابلية للتآكل، والمصارف تحت السطحية، والمياه الجوفية الضحلة.
- استخدام المخصبات والسماد و/أو الحمأة، لتحقيق أهداف واقعية لغلة المحاصيل واستخدام تقنيات الزراعة الدقيقة.

### مبيدات الآفات
يستخدم المزارعون مبيدات الآفات على نطاق واسع للسيطرة على الآفات النباتية وتعزيز الإنتاج، ولكن يمكن أن تسبب المبيدات الكيميائية أيضًا مشاكل في جودة المياه. قد تظهر المبيدات في المياه السطحية بسبب:
- الاستخدام المباشر (مثل الرش الجوي أو رش البذار على المسطحات المائية).
- جريان المياه السطحية خلال العواصف الممطرة.
- الانجراف الهوائي (من الحقول المجاورة).

رُصدت بعض مبيدات الآفات في المياه الجوفية.
قد يستخدم المزارعون تقنيات إدارة الآفات المتكاملة (التي يمكن أن تشمل المكافحة البيولوجية للآفات)، للحفاظ على السيطرة على الآفات وتقليل الاعتماد على المبيدات الكيميائية وحماية جودة المياه.
هناك طرق قليلة آمنة للتخلص من فوائض المبيدات بخلاف التخلص منها في مكبات النفايات المدارة جيدًا أو عن طريق الحرق. يُعد رش مبيدات الآفات على الأرض في بعض أنحاء العالم، وسيلةً مسموح استخدامها للتخلص منها.